# Wydrzyk wielki
Wydrzyk wielki, skua (Stercorarius skua) – gatunek dużego ptaka z rodziny wydrzyków (Stercorariidae), występującego na półkuli północnej. Sporadycznie zalatuje do Polski. Nie jest zagrożony wyginięciem.

## Taksonomia
Po raz pierwszy zgodnie z zasadami nazewnictwa binominalnego gatunek ten opisał Morten Thrane Brünnich w 1764. Autor nadał mu nazwę Catharacta skua. Obecnie (2022) Międzynarodowy Komitet Ornitologiczny umieszcza wydrzyka wielkiego w rodzaju Stercorarius. Nie wyróżnia podgatunków, podobnie jak autorzy Handbook of the Birds of the World.
Do taksonu S. skua zaliczano dawniej trzy podgatunki, które zostały wydzielone w osobny gatunek o nazwie wydrzyk brunatny (S. antarcticus), gdyż badania mtDNA, upierzenie i wymiary wskazują na odrębność tych taksonów.

## Występowanie
Występuje na wybrzeżach północnego Atlantyku i jego przyległych morzach. Lęgnie się na Islandii, Wyspach Owczych, Szetlandach, Orkadach, archipelagu Svalbard, Wyspie Niedźwiedziej, w północnej Szkocji, północnej Norwegii i północno-zachodniej Rosji (Półwysep Kolski, wyspy Nowa Ziemia i Wajgacz). Po okresie lęgowym lata nad ogromnym terytorium, które obejmuje prawie cały północny i środkowy Atlantyk, docierając aż do wybrzeży Nigerii; występuje też w zachodniej części Morza Śródziemnego.
Pojawia się również na wybrzeżach Europy Środkowej, bardzo rzadko też w głębi lądu. Czasami zalatuje do Polski – do 2018 na terenie kraju i polskich wód przybrzeżnych stwierdzono go 52 razy.

## Charakterystyka
Wymiary
- długość ciała: 53–58 cm[7]

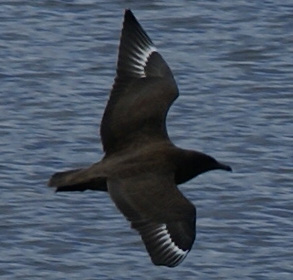
W locie widać u skua łukowate białe lusterko

- rozpiętość skrzydeł: 132–140 cm[7]
- masa ciała: 1100–1700 g[7]

Wygląd zewnętrzny

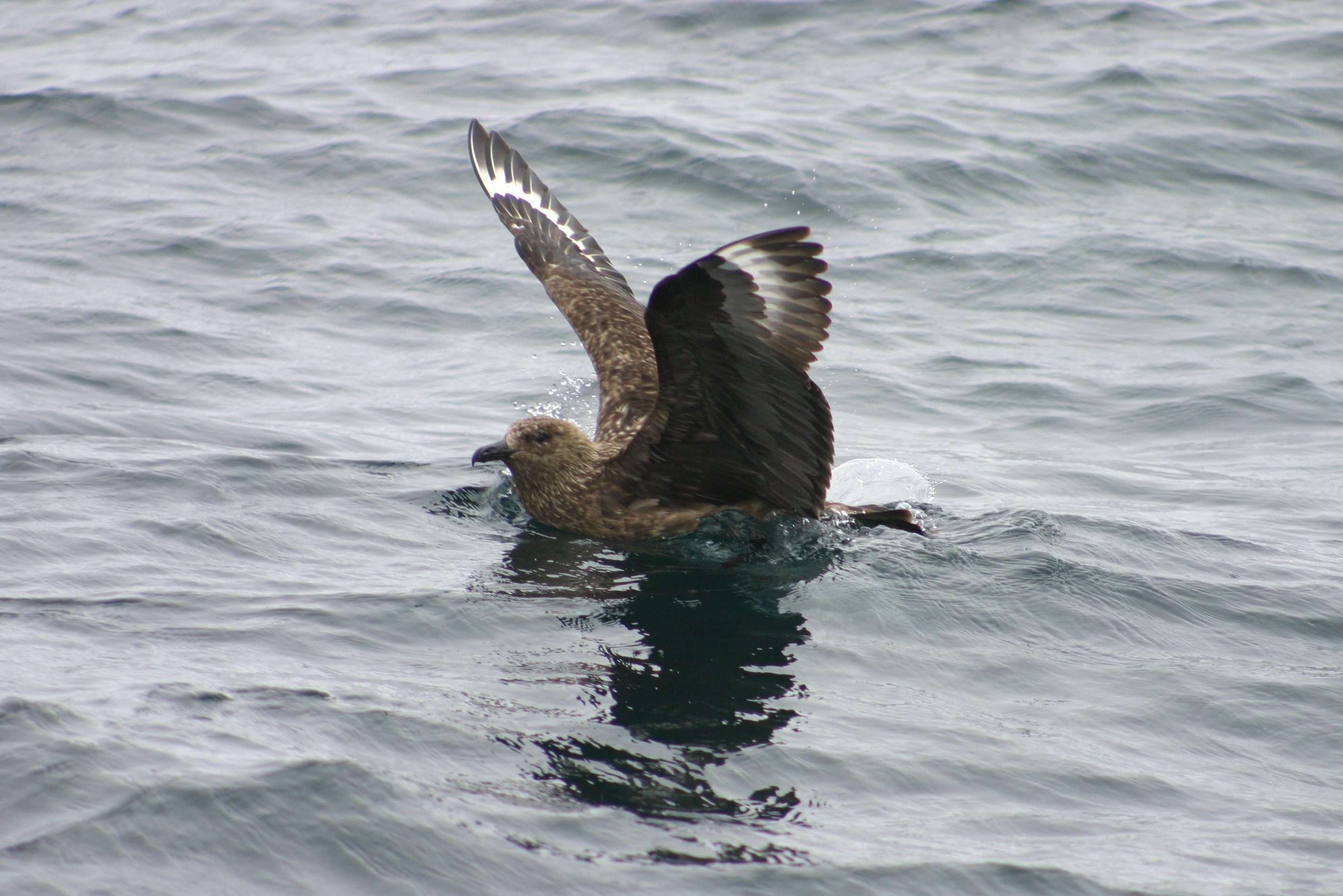
Wydrzyk wielki na zachodnich wybrzeżach Szkocji

Obie płci wydrzyka wielkiego są ubarwione jednakowo, ciemnobrązowo. Ciało krępe. W upierzeniu godowym na grzbiecie i szyi mają rudawe plamy; nie występują one w upierzeniu spoczynkowym. Na podstawie lotek dłoniowych znajdują się białe, półksiężycowate plamy, które tworzą dobrze widoczne w powietrzu lusterko, na ciemnych lotkach I rzędu. W locie ptaka (który wydaje się nieco ociężały) charakterystyczne są szerokie skrzydła i krótki ogon. Młode są ciemniejsze niż dorosłe, mają jasne końce piór pokrywowych, biało zakończone lotki (choć lusterko jest mniejsze) i prawie czarną głowę. Występują zarówno jasne, jak i ciemne odmiany skua. Jest największy z wydrzyków, wielkości kruka lub mewy srebrzystej. Pokrywa rogowa górnej szczęki składa się, jak u innych wydrzyków, z trzech części. 
W porównaniu z innymi wydrzykami mają tylko niewiele wydłużone środkowe sterówki, są za to szerokie i lekko zaokrąglone. Od mew różni go zakończony haczykiem czarny dziób.
Głos
Jego obecność zdradza gardłowe „tak tak”, po których słychać chrapliwe „skirr” lub „ok ok”.

## Środowisko
Gniazduje na skalistych wybrzeżach, torfowiskach i skalistych wyspach. Zimą, poza okresem lęgowym, występuje na pełnym morzu. Rzadko pojawia się w głębi lądu, głównie zagnany tam przez silne burze.

## Rozród

### Okres godowy
Gniazdo
Gnieździ się na osobności lub w małych koloniach bezpośrednio w kontakcie z morzem, często w pobliżu kolonii innych ptaków wodnych, co jest związane z łupieżczym sposobem zdobywania pokarmu. Najczęściej lęgnie się na wzniesieniach terenu lub na skalistych wysepkach porośniętych niską roślinnością. Gniazdo skua jest położone na ziemi między kępami traw lub w mchach.

### Okres lęgowy

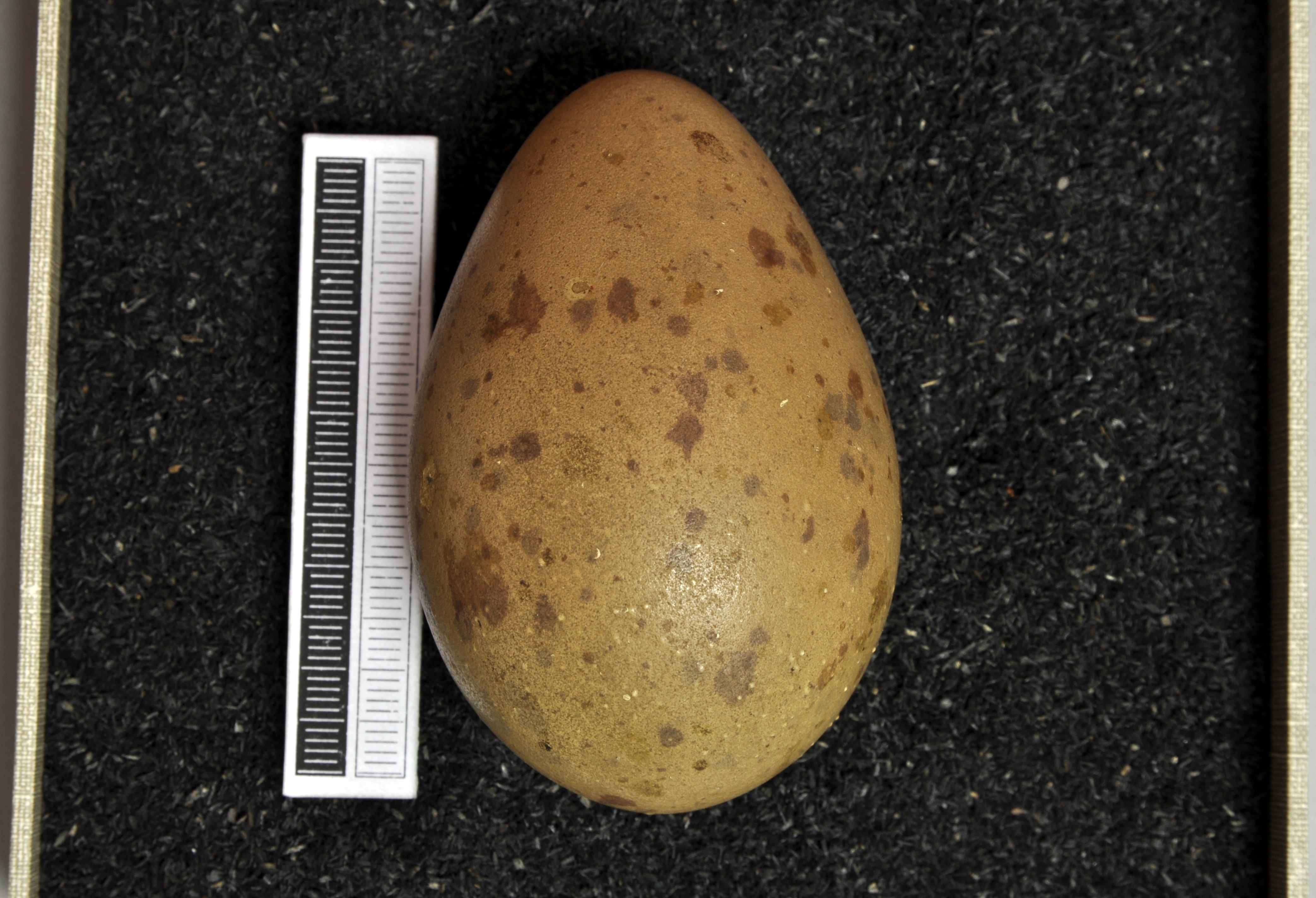
Jajo z kolekcji muzealnej

JajaSamica składa 2 brązowożółte lub brązowozielone jaja w brunatne plamki, szczególnie gęsto występujące na grubszym końcu. Wysiadują je oboje rodzice przez 28–30 dni.
DorastaniePo wykluciu rodzice karmią pisklęta przez 6–7 tygodni, broniąc ich zażarcie przed grożącym im niebezpieczeństwem. Pisklęta w puchu są szarożółte. Siła i zręczność wydrzyków skua sprawia, że potrafią one obronić swoją kolonię nawet przed sokołem. Mogą również rzucić się na człowieka, boleśnie go raniąc. Ochrona kolonii ma najczęściej miejsce z powietrza. Gdy młode dorosną, z rodzicami lecą na pełne morze, gdzie przebywają od sierpnia do kwietnia. Wydrzyki wielkie dojrzewają płciowo po 4–8, a nawet 9 latach. Mając 3–4 lata żyją w małych nielęgowych grupach niedaleko kolonii gniazdujących. Nieliczne młode wydrzyki w następnym roku mogą powrócić na miejsca, na których się wykluły. Część dorosłych ptaków zimuje niedaleko lęgowisk.

## Pożywienie
Wydrzyk wielki, podobnie jak inni przedstawiciele jego rodzaju, również porywa zdobycz innym ptakom, np. mewom i rybitwom. Jest też przekleństwem ptasich kolonii lęgowych, z których porywa jaja i pisklęta. Nie tylko jednak pasożytuje, łowi wszystkie zwierzęta, którym potrafi podołać. Nie gardzi też odpadami wyrzucanymi ze statków.

## Status i ochrona
Międzynarodowa Unia Ochrony Przyrody (IUCN) uznaje wydrzyka wielkiego za gatunek najmniejszej troski (LC – Least Concern). W 2015 BirdLife International szacowała liczebność populacji na 30–35 tysięcy dorosłych osobników. Ze względu na brak dowodów na spadki liczebności bądź istotne zagrożenia dla gatunku organizacja ta uznaje trend liczebności populacji za prawdopodobnie stabilny.
W Polsce wydrzyk wielki jest objęty ścisłą ochroną gatunkową.